# Jeb Bush
Pour les articles homonymes, voir Bush.
Pour les autres membres de la famille, voir Famille Bush.
John Ellis Bush, dit Jeb Bush, né le 11 février 1953 à Midland (Texas), est un homme politique américain. Membre du Parti républicain, il est le deuxième fils du président George H. W. Bush et l'un des jeunes frères du président George W. Bush. Il est gouverneur de Floride de 1999 à 2007, avant de se présenter sans succès aux primaires présidentielles de 2016.

## Biographie

### Famille et études

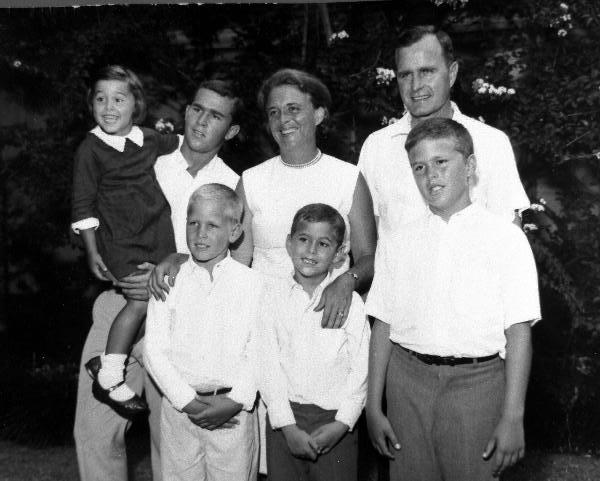
La famille de George H. W. Bush au début des années 1960 : au premier plan Neil, Marvin et Jeb Bush et au second plan, Doro (dans les bras de) George W., Barbara et George H.

Né dans l'ouest du Texas, John Ellis Bush passe sa petite enfance à Houston, ville dans laquelle ses parents déménagent lorsqu'il a six ans. À huit ans déjà il déclare vouloir être candidat à la présidentielle. Suivant les traces de son frère ainé, George, il est scolarisé à la Phillips Academy à Andover, un collège privé élitiste du Massachusetts. Il reste au cours des années suivantes comme l'intellectuel de la famille.
À l'âge de dix-sept ans, dans le cadre de ses études, il participe à un programme d'échange qui l'amène à séjourner à León au Mexique où il enseigne l'anglais comme deuxième langue (parlant lui-même couramment l'espagnol). Il y rencontre une jeune femme, Columba Garnica Gallo (en), qu'il épouse trois ans plus tard après être diplômé de l'université. Au début des années 1970, John Ellis Bush est déclaré apte au service au moment où le service militaire est aboli.
John Ellis Bush épouse Columba Garnica Gallo en 1974 avec qui il a trois enfants, George Prescott, Noelle et John E. « Jeb », Jr. dit « Jebby ». D'origine mexicaine et ne parlant pas l'anglais, Columba Garnica Gallo rencontre des difficultés à s'insérer au Texas dans la famille Bush.

### Carrière professionnelle
John Ellis Bush travaille d'abord, pour un salaire annuel de 8000 $, dans une banque commerciale qui appartient à James Baker, ami de son père et futur secrétaire d'État quand George Bush Sr. sera aux affaires. En 1977, il part à Caracas au Venezuela pour y ouvrir une filiale et où il reste deux ans.
En 1980, il revient aux États-Unis pour participer à la campagne de son père qui s'est lancé dans la primaire républicaine pour l'élection présidentielle. Battu par Ronald Reagan, celui-ci le choisit comme candidat pour la vice-présidence, avec qui ils sont élus lors de l'élection présidentielle de novembre 1980. Cette action marque les débuts en politique de John Ellis.
À la suite de l'élection, John Ellis s'installe en Floride dans le comté de Miami-Dade près de Miami où il s'investit dans une jeune entreprise d'informatique. Son efficacité[Interprétation personnelle ?] et ses relations familiales lui ouvrent toutes les portes et augmentent ses commissions. Il s'implique dans plusieurs sociétés, que ce soit dans le domaine des téléphones mobiles ou dans une société de chaussures, qui se révèlent toutes de bons placements.
En 1987 et 1988, John Ellis devient secrétaire au Commerce de l'État de Floride sous le mandat de Bob Martinez.
En 1993, Jeb Bush revend sa participation dans la société Codina pour plus d'un million de dollars. En 1995, alors qu'il avait été jusqu'à présent épiscopalien, John Ellis Bush se convertit au catholicisme romain[réf. nécessaire].

### Carrière politique
En 1994, John Ellis Bush se présente au poste de gouverneur de Floride. Il remporte le premier tour de la primaire républicaine avec 46 % des voix et évite un second tour grâce au retrait du secrétaire d'État James C. Smith, arrivé deuxième. Il mène une campagne à droite, portant principalement sur la création de chèques scolaires, la réduction de l'aide sociale et l'alourdissement des peines pour les criminels. Face à un gouverneur démocrate sortant pourtant peu populaire, Lawton Chiles, Bush commet plusieurs impairs, suggérant par exemple que les femmes perdant leur aide sociale n'ont qu'à se trouver un mari ou estimant qu'une fois élu il ne fera « probablement rien » pour les Afro-Américains. Il est battu de justesse par le gouverneur sortant, dans un contexte national de révolution républicaine. Contre toute attente, son frère George W. Bush est élu gouverneur au Texas lors de cet Election Day.
Cette défaite, doublé des problèmes de drogues de sa fille, le font plonger en dépression : sa réputation est entachée quand sa fille, Noëlle Bush, est envoyée dans un centre de désintoxication pour drogués alors qu'il milite pour une politique très répressive contre les consommateurs de drogues.

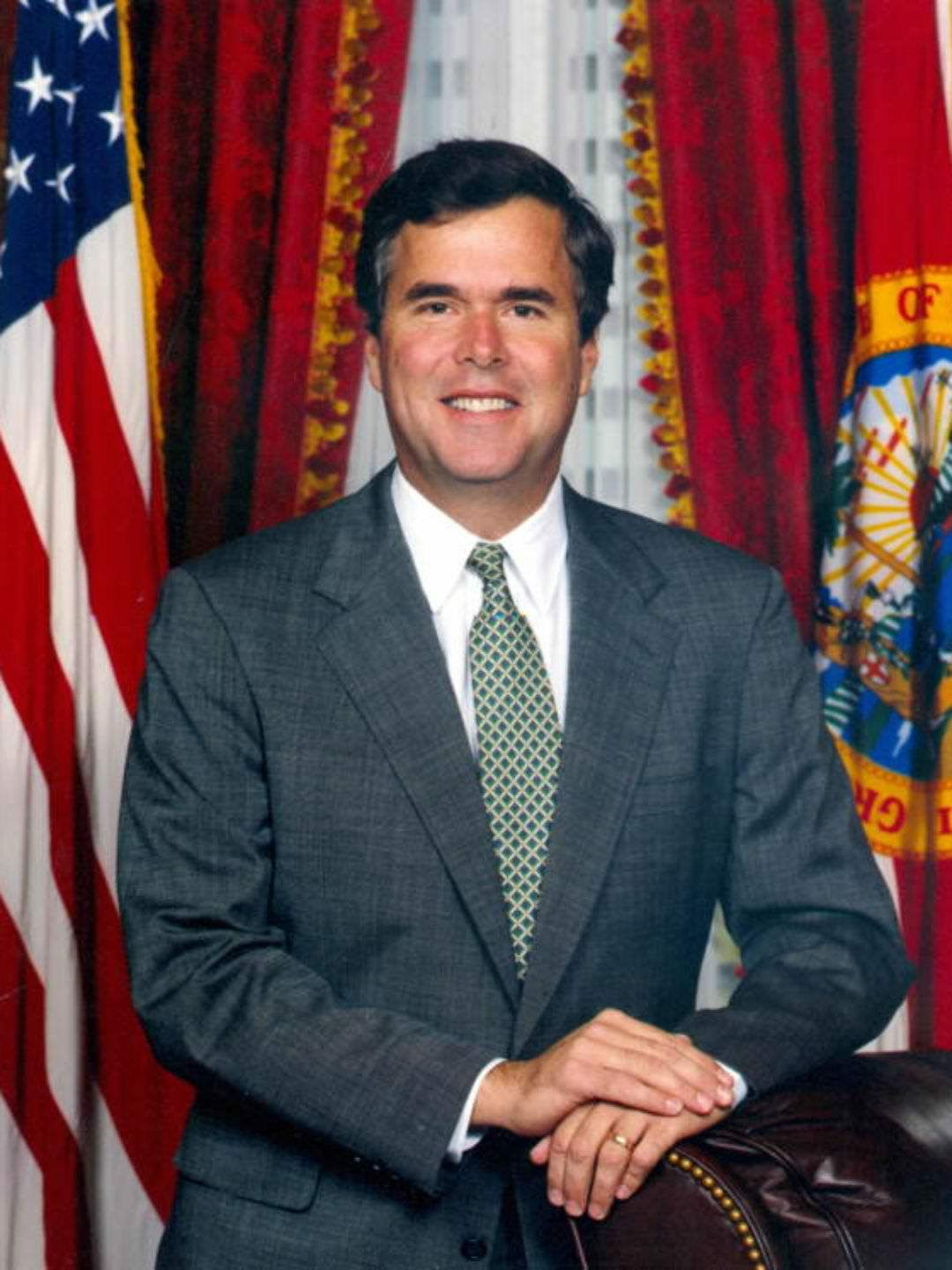
Portrait officiel de Jeb Bush en tant que gouverneur (1999).

En 1998, il se représente à nouveau au poste de gouverneur de Floride. Il mène cependant une campagne plus centriste et courtise le vote des femmes, des personnes âgées et des minorités,, qu'il avait ignorés quatre ans plus tôt. Il bénéficie notamment de l’argent et du soutien de la communauté cubano-américaine. Connu pour ses positions radicales à l'égard de Cuba, John Ellis avait soutenu le terroriste Orlando Bosch Ávila contre la menace d'extradition qui pesait sur lui. Il est élu par 55 % des voix contre 45 % à son adversaire le démocrate Buddy MacKay, alors que son frère est largement réélu gouverneur du Texas. Pour la première fois depuis Nelson et Winthrop Rockefeller, respectivement à New York et en Arkansas de 1967 à 1971, deux frères gouvernent deux États des États-Unis. Pour la première fois depuis la Reconstruction, les Républicains contrôlent le poste de gouverneur et les deux chambres de la législature de Floride.
Son administration se focalise au départ principalement sur la réforme de l'éducation mais aussi sur la défense de l'environnement notamment en faisant voter une loi accentuant la protection des Everglades. Il s'oppose également aux projets de son frère sur la recherche pétrolière sur les côtes de la Floride.

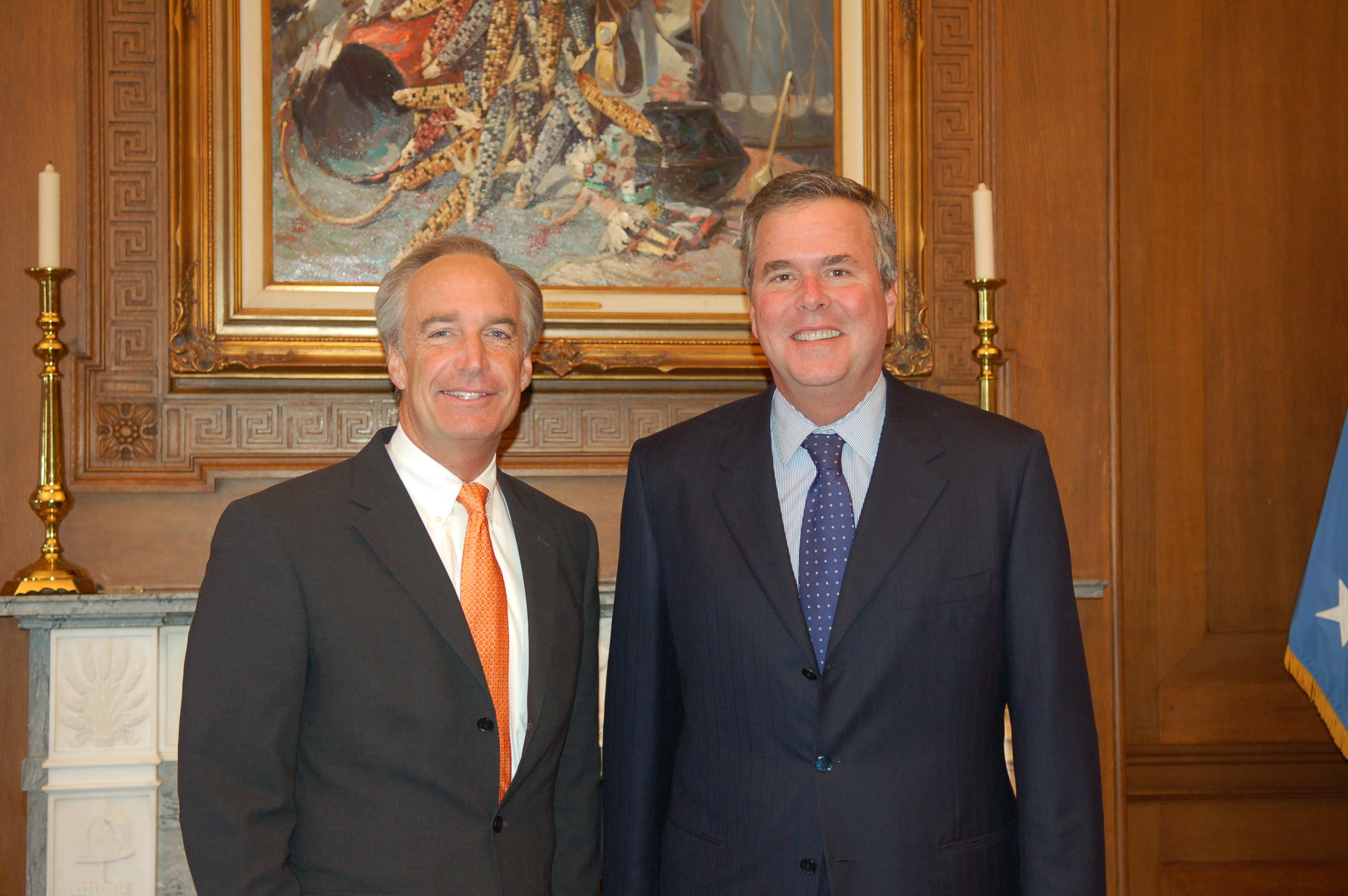
Bush (droite) avec le secrétaire à l'Intérieur des États-Unis, Dirk Kempthorne, en 2006.

L'imbroglio électoral avec le problème sur le décompte des voix en Floride lors de l'élection présidentielle en 2000 — opposant son frère George W. Bush au vice-président démocrate sortant Al Gore — lui confère une réputation nationale négative et devint alors le principal opposant des Démocrates aux élections suivantes pour le poste de gouverneur en 2002. Cependant, profitant d'une certaine popularité en Floride, il est réélu avec 56 % des suffrages contre le démocrate Bill McBride, en dépit des soutiens assidus de Bill Clinton et Al Gore. John Ellis est le second gouverneur de Floride à avoir réussi à effectuer deux mandats consécutifs complets. Il obtient 80 % du vote cubain — une forte communauté cubaine vit en Floride — et 56 % du vote non hispanique.
Vedette du Parti républicain, certains espéraient qu'il prenne la succession de son frère en 2009. Il exclut cependant totalement cette éventualité le 17 octobre 2004 lors de l'émission This Week sur ABC.

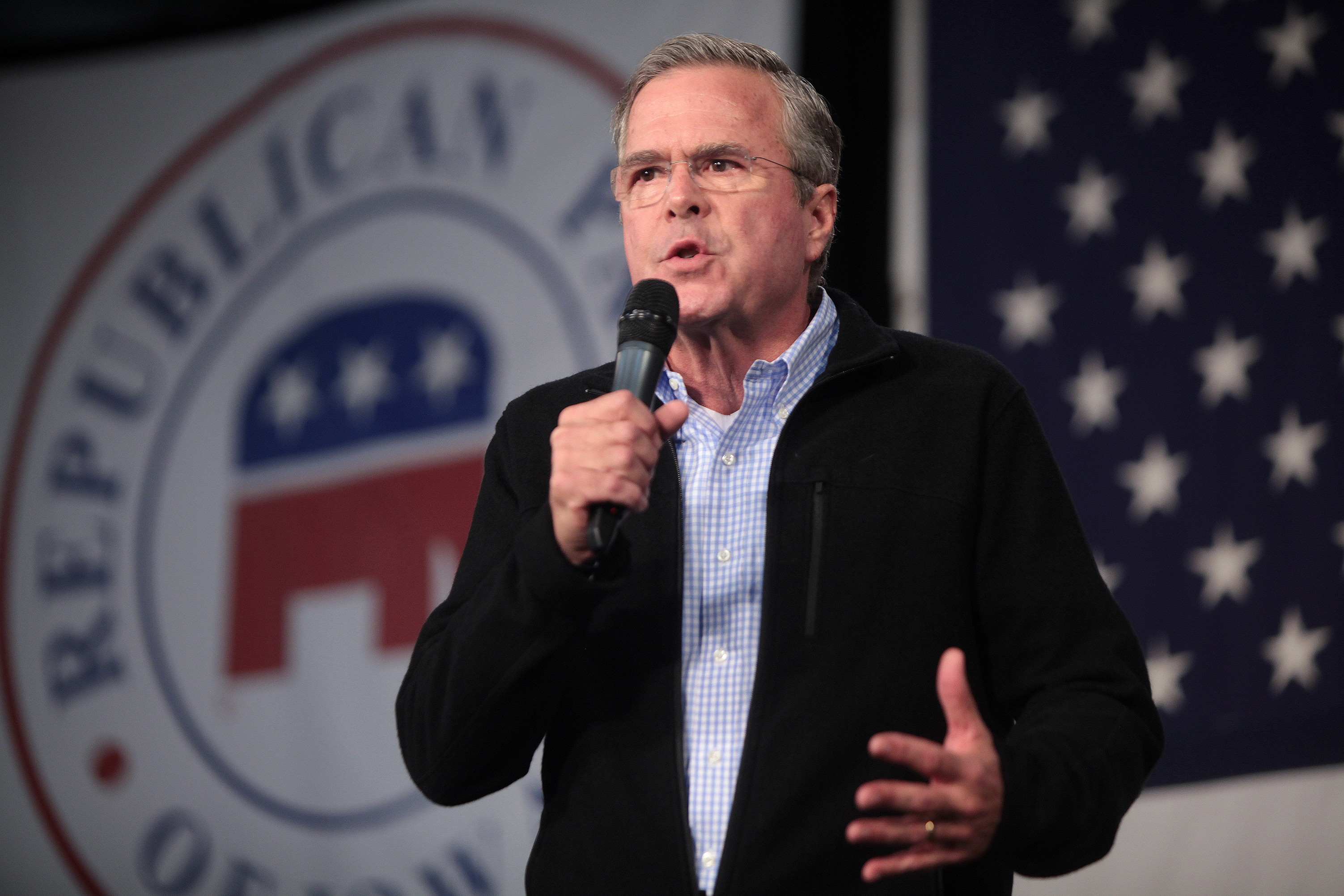
Jeb Bush en campagne pour les primaires républicaines à Des Moines, (Iowa) en octobre 2015.

Lors de la décennie suivante, il se fait plutôt discret sur la scène politique américaine alors qu'il n'a plus de mandat électoral depuis 2007. Mais début 2014, un article du Washington Post annonce que des décideurs influents du Parti républicain[Qui ?] souhaiteraient le voir concourir aux primaires présidentielles de son parti pour l'élection présidentielle de 2016. Le 16 décembre de la même année, il est l'un des premiers à annoncer avoir décidé « d’explorer activement la possibilité d’être candidat à la présidence des États-Unis », ce qui marque habituellement le premier pas d'une candidature aux élections primaires,,. Rapidement, l'important réseau de relations républicaines du clan Bush se met en branle et les premiers financements arrivent. Il récolte 130 millions de dollars[Comment ?] et devient, d'après l'universitaire Vincent Michelot, « de très loin le candidat le mieux financé de l’histoire politique des États-Unis » au début de la campagne. Or ses faibles qualités d'orateur ainsi que son manque de charisme sont régulièrement soulignés et constituent des handicaps pour affronter les primaires faites de multiples discours en vue de mobiliser l'électorat.
Il obtient des résultats décevants lors des premiers scrutins et termine en sixième position lors du caucus de l'Iowa du 1er février 2016, récoltant 2,8 % des voix, et en quatrième position lors de la primaire du New Hampshire du 9 février, récoltant 11 % des voix, loin derrière Donald Trump. Régulièrement attaqué par ce dernier et étant tombé à un niveau très bas dans les sondages, il abandonne la course présidentielle le 20 février 2016, après un nouvel échec lors de la primaire de Caroline du Sud, où il décroche la quatrième place avec 7,8 % des voix.

## Positionnement politique

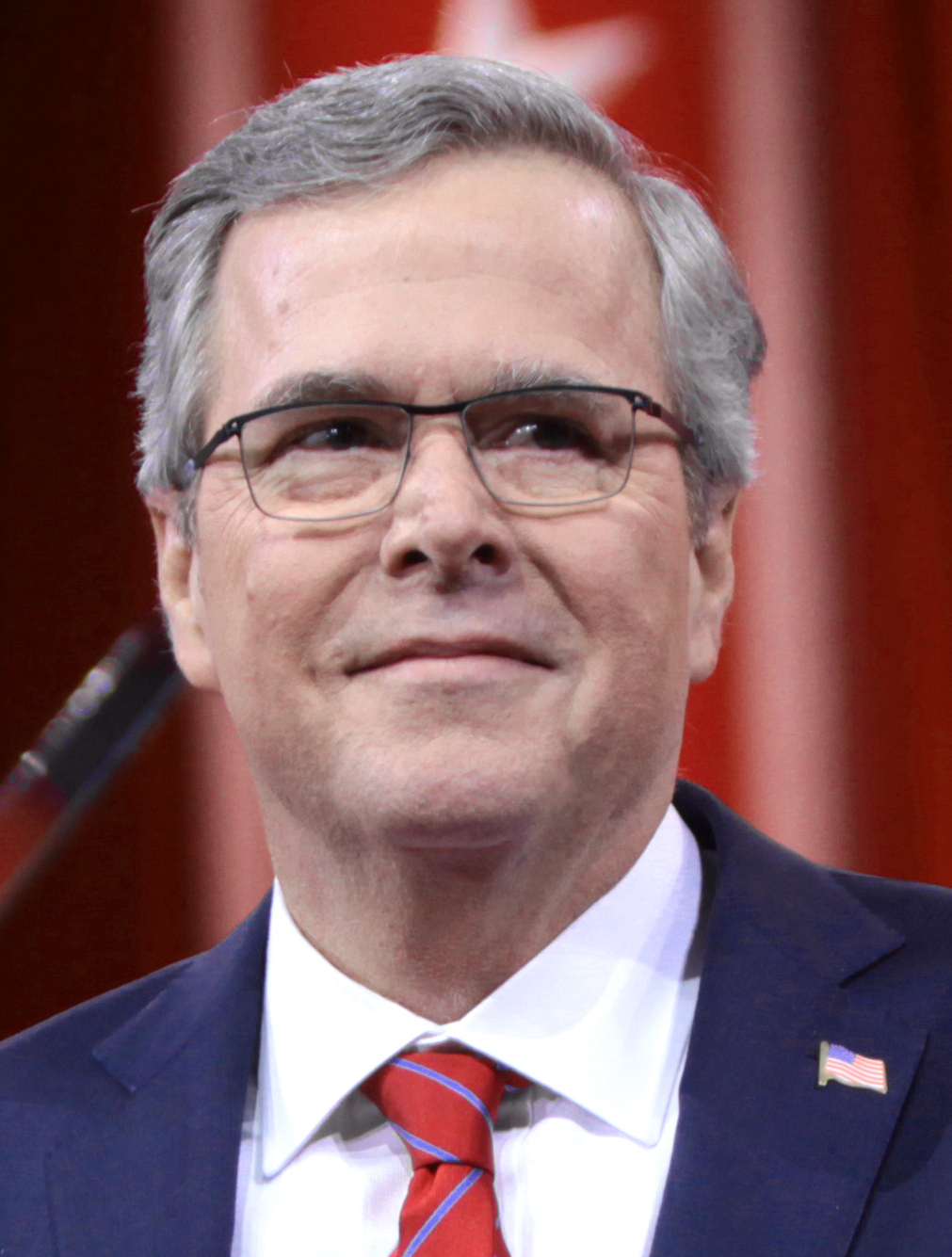
Jeb Bush à la Conservative Political Action Conference de 2015.

Son patronyme reste son meilleur atout pour obtenir de larges soutiens ainsi qu'une relative notoriété immédiate, mais également, « fils de », un défaut face aux mauvais souvenirs de nombre d'Américains de George W. Bush,,. Tout comme l'a fait son frère (qu'il côtoie peu) lors de son accession à la Maison-Blanche, il s'éloigne de la politique de son père l'ancien président George H. W. Bush avec qui pourtant il est proche. Bien que l'immigration soit un « problème central » pour la base blanche du Parti républicain, sa vie privée favorise une ouverture à celle-ci : « L'immigration représente une opportunité pour les États-Unis, pas une menace » souligne-t-il. C'est d'ailleurs ce point ou encore le sujet de l'éducation avec sa défense du Common Core (en) qui lui donnent une image de modéré et lui permettent de se distinguer de ses concurrents. John Ellis Bush est donc perçu comme un républicain modéré, pro-affaires, qui a permis de maintenir en Floride un niveau d'imposition et de taxes relativement bas tout en ayant un niveau de dépenses élevées. Pourtant, son bilan positif comme gouverneur de cet État durant huit ans montre une politique très à droite d'un « conservateur endurci ».
De 1998 à 2005, ses fortes convictions religieuses font qu'il apporte son soutien immodéré aux parents de Terri Schiavo qui luttent contre leur gendre pour empêcher l'euthanasie de leur fille. Ce combat personnel pour le maintien en vie, à l'encontre des décisions de justice, se solde par une intervention du Congrès américain et l'euthanasie de la jeune femme, dans le coma depuis quinze ans. Il s'oppose à l'avortement pour lequel il se décrit lui-même comme « le gouverneur probablement le plus pro-vie des temps modernes », est favorable à la peine de mort, à la baisse des impôts et à la privatisation de services publics.
John Ellis Bush est aussi signataire du Projet pour le nouveau siècle américain (PNAC), un think tank néoconservateur, et soutient la controversée loi Stand-your-ground. Souvent allié au Tea Party, il apporte un soutien aux armes à feu qu'il défend avec Marion Hammer (en) de la NRA, aide Marco Rubio lors de précédentes élections et reste proche du conservateur Paul LePage, mais n'est pas en adéquation avec le mouvement contestataire sur plusieurs sujets comme le mariage homosexuel, l'éducation ou la régularisation des clandestins.
À l'aube de sa candidature aux primaires, il tente pourtant de donner une image de politicien « pragmatique, presque centriste » et rassembleur. Il doit donc prendre ses distances avec la frange la plus dure de son parti, qui est pourtant influente,,.